# ذكر الله خادم
ذكر الله خادم (العربية: ذكر الله خادم، أو Dhikru'lláh Khádim; 1904–1986) كان بهائيًا إيرانيًا، عينه زعيم الدين مدى الحياة لدور قيادي كـيد لأمر الله في فبراير 1952. لعب الأيادي السبعة والعشرون دورًا رئيسيًا في انتقال السلطة في الدين خلال أزمة القيادة بعد وفاة شوقي أفندي عام 1957.
بعد تعيينه عام 1952، عمل بدوام كامل في خدمة الدين البهائي وسافر على نطاق واسع في جميع أنحاء إيران وأفريقيا وأوروبا والولايات المتحدة الأمريكية، وما لا يقل عن 50 دولة حول العالم. في الستينيات، كان خادم وزميله وليام سيرز أبرز شخصيتين بهائيتين في نصف الكرة الغربي، وكانا مسؤولين عن نشر الدين والحفاظ على وحدته.
قبل عام 1952 عمل في شركة نفط بريطانية في جنوب إيران والسفارة العراقية في طهران. كان يجيد الفارسية والعربية والإنجليزية والفرنسية وكان مترجمًا. كتب عدة مقالات بالفارسية والإنجليزية، وكتابًا عن شوقي أفندي بالفارسية، و 134 مجلدًا توثق جميع الأماكن البهائية المقدسة، قُدمت عام 1977 بناءً على طلب بيت العدل الأعظم.

## الخلفية
ولد خادم في طهران عام 1904، وهو الطفل الثاني لنصر الله ورضية. خدم والده عبد البهاء في عكا في التسعينيات من القرن التاسع عشر وحصل منه على لقب خادم، الذي تم اعتماده كلقب للعائلة. درس ذكر الله لفترة وجيزة في مدرسة التربية البهائية في طهران، ثم عمل في شركة النفط الإنجليزية الفارسية كرئيس للمترجمين ومدير للتعليم، حيث قام بتدريس اللغة الفارسية للموظفين الناطقين باللغة الإنجليزية. ثم تم اختياره ليكون المساعد الشخصي للمدير العام البريطاني للشركة.
ذهب خادم لأول مرة للحج إلى المركز البهائي العالمي عام 1925، حيث التقى بشوقي أفندي – وهو لقاء قال إنه غير حياته. أثناء وجوده هناك ساعد في بعض أعمال تخطيط مقام الباب. في عام 1930 ترك شركة النفط وبدأ العمل كسكرتير في السفارة العراقية في طهران، والتي استفادت من إتقانه لعدة لغات. تزوج من جاويدخت جاويد في 3 أكتوبر 1933، وأنجب لاحقًا خمسة أطفال: موزهان، جينا، رياض، رامين وماي. على غير العادة بالنسبة للإيرانيين في تلك الأيام، شجع زوجته على متابعة طموحاتها الأكاديمية، وحصلت على درجة البكالوريوس من جامعة طهران. سافر مع زوجته طوال الثلاثينيات والأربعينيات في جميع أنحاء إيران وزار كل مدينة تقريبًا في مهام من شوقي أفندي، حيث زار المؤمنين الجدد وصوّر المواقع ذات الأهمية التاريخية. أثناء زيارته لـ نيريز، سُجن مؤقتًا. كما قام بالعديد من الرحلات الأخرى إلى حيفا في الأعوام 1937، 1938، 1939، 1940، و 1951.
خدم خادم في المحفل الروحاني المركزي للبهائيين في إيران من عام 1938 إلى 1960 (على الرغم من أن نعيه في خدمة الأخبار البهائية يعطي التواريخ من 1949-1960) وشغل منصب أمين الصندوق في الخمسينيات. بين عامي 1940 و 1957، كان خادم القناة الرئيسية للاتصالات من شوقي أفندي إلى المؤسسات والأفراد البهائيين في إيران. خلال الحرب العالمية الثانية، نظرًا لعدم وجود خدمة بريدية، قام شخصيًا بترتيب تسليم الرسائل، حتى أنه استأجر طائرات خاصة لنقل البريد.
كان خادم مسؤولاً عن تأمين ونقل العديد من القطع الأثرية المتعلقة بالتطور المبكر للدين، مثل نسخة أصلية من كتاب الإيقان بخط يد عبد البهاء (مع ملاحظات لبهاء الله) وسيف الملا حسين البشروئي، والذي يوجد حاليًا في محفوظات المركز البهائي العالمي.

## كيد لأمر الله
كان خادم لا يزال ملحقًا بالسفارة في طهران عندما تلقى في فبراير 1952 إشعارًا من شوقي أفندي يعينه يدًا لأمر الله، وهو أعلى منصب معين في الدين. تم تعيين 50 شخصًا فقط على الإطلاق، ولم يعد اللقب يُمنح. بعد أن ازدهر كمطور عقاري، قرر أن يؤدي جميع خدماته على نفقته الخاصة. عمل بعد ذلك بدوام كامل لصالح شوقي أفندي، مسافرًا في البداية إلى مؤتمر بهائي في روما في مارس، ثم إلى جميع المراكز البهائية في أوروبا. كتبت بيسي نيل لصحيفة "ذا برس ديموكرات" في عام 1963 أنه خلال الـ 11 عامًا السابقة زار مجتمعات بهائية في أمريكا الشمالية والجنوبية وفي إسرائيل.
سافر إلى أكثر من 50 دولة من عام 1953 إلى 1963، وأكثر من 1000 جالية بهائية، ليصبح واحدًا من أكثر البهائيين سفرًا في العالم. كتب هيو أدامسون أنه في الخمسينيات سافر في مهمة بهائية إلى: 
{{اقتباس مربع |نص=أمريكا الوسطى والجنوبية... الهند، باكستان، شبه الجزيرة العربية، والعراق... اليابان، تايوان، هونغ كونغ، ماكاو، تايلاند، بورما... إيطاليا، سويسرا، الدنمارك، الولايات المتحدة، بنما، كوستاريكا، نيكاراغوا، هندوراس، السلفادور، غواتيمالا، هندوراس البريطانية، المكسيك، كندا، السويد، فنلندا، النرويج، هولندا، بلجيكا، لوكسمبورغ، وفرنسا... أستراليا... إندونيسيا... وسنغافورة -->

### أزمة القيادة
مر الدين بأزمة من عام 1957 إلى 1963. توفي شوقي أفندي في 4 نوفمبر 1957 دون أن يعين خليفة له، واجتمع الأيادي السبعة والعشرون الأحياء في سلسلة من 6 اجتماعات سرية (أو وقعوا اتفاقيات إذا كانوا غائبين) لتقرير كيفية التعامل مع الوضع غير المسبوق. أصدر خادم والبقية إعلانًا في 25 نوفمبر 1957 لتولي إدارة شؤون الدين، وأكدوا أن شوقي أفندي لم يترك وصية أو تعيينًا لخليفة، وقالوا إنه لا يمكن إجراء أي تعيين، وانتخبوا 9 من أعضائهم للإقامة في المركز البهائي العالمي في حيفا لتمثيل هيئة الأيادي وممارسة الوظائف التنفيذية للولي (عُرف هؤلاء باسم الأمناء). من أكتوبر إلى ديسمبر 1958، حل ذكر الله خادم محل أحد الأعضاء التسعة من الأيادي الأمناء في حيفا، ثم واصل السفر.
في أواخر عام 1959، كرس خادم نفسه للانتقال إلى نصف الكرة الغربي، لكن الأمر استغرقه عامًا تقريبًا لتسوية شؤونه في إيران قبل انتقاله إلى الولايات المتحدة عام 1960. كان أول يد لأمر الله يقيم في نصف الكرة الغربي.

### في الولايات المتحدة
أقام خادم وزوجته في البداية في تشامبيغن، إلينوي، ثم في أوربانا، إلينوي. في عام 1962، ذهب كمبشر للدين البهائي إلى محمية نافاجو الهندية في أريزونا، وأنشأت زوجته بعد وفاته منحة دراسية باسمه للتثقيف الصحي بين السكان الأصليين.
في عام 1963 دعا الأيادي إلى انتخاب بيت العدل الأعظم وأعفوا أنفسهم من الأهلية. حضر خادم الانتخابات، وبعدها أغلق الأيادي الأمناء مكتبهم.
أمضت العائلة عامين في جزيرة ستاتن، نيويورك من 1965-1967، ثم في عام 1967 انتقلوا إلى إيفانستون، إلينوي، وأخيرًا سكوكى، إلينوي. بحلول عام 1971 كان واحدًا من 17 يدًا لأمر الله فقط ما زالوا على قيد الحياة. في عام 1972 طلب بيت العدل الأعظم من خادم البحث وتوثيق الأماكن والأشخاص ذوي الأهمية التاريخية للبهائيين، وهو ما أنهاه عام 1977 بعمل مكون من 134 مجلدًا تم تقديمه إلى بيت العدل الأعظم.

## الوفاة
توفي خادم صباح يوم 13 نوفمبر 1986. أقيمت مراسم جنازته يوم السبت 15 نوفمبر 1986، ودُفن في نفس اليوم في مقبرة ميموريال بارك في سكوكى، إلينوي. بعد وفاته كان هناك 8 أيادي لأمر الله متبقين على قيد الحياة.
بعد أربع سنوات من وفاته، نشرت زوجته، جاويدخت خادم، السيرة الذاتية ذكر الله خادم، مع الحب (1990)، والتي وسعتها لاحقًا ونشرتها بالفارسية والإسبانية.

## الملاحظات
1. 1 2 3 4 5 6  Smith 2000.
2. 1 2 3 4 5 6 7 8  Chicago Tribune 2007.
3. ↑  Rabbani 1992.
4. ↑  Effendi 1998، صفحة 276.
5. ↑  Effendi 1970، صفحة 226.
6. ↑  Waukesha Daily Freeman 1966.
7. 1 2 3 4 5 6 7 8 9 10 11 12  Adamson 2007.
8. 1 2 3 4 5 6 7 8 9 10 11 12 13 14  Harper 1997.
9. 1 2  Whitehorse Daily Star 1961.
10. 1 2 3  Baháʼí News No. 669 1986.
11. ↑  Rabbani 1992، صفحة 28.
12. 1 2 3  The Press Democrat 1963.
13. ↑  Fort Lauderdale News 1967.
14. ↑  Johnson 2020، صفحة xxx.
15. 1 2  Johnson 2020، صفحة 8-18.
16. 1 2  The Kokomo Tribune 1963.
17. 1 2  Khadem 1990.
18. ↑  The Journal Times 1971.
19. ↑  Chicago Tribune 1986.

## روابط خارجية
- مؤسسة ذكر الله وجاويدخت خادم، منظمة غير ربحية تأسست عام 2004 مستوحاة من عمل ذكر الله خادم.
- ذكر الله خادم - مقابلة أجراها مكتب الدوريات البهائية، 19 سبتمبر 1981.
- ذكر الله خادم - فيديو سيرة ذاتية
- جينا خادم - مقابلة حول السيد خادم مع ابنته
- ذكر الله خادم في Find-a-Grave.com